# Warehouse: Songs and Stories
Warehouse: Songs and Stories – siódmy album zespołu Hüsker Dü wydany w 1987 przez wytwórnię Warner Bros. Materiał nagrano pomiędzy sierpniem a listopadem 1986 w Nicollet Studios w Minneapolis.

## Lista utworów
1. „These Important Years” (B. Mould) – 3:49
2. „Charity, Chastity, Prudence, and Hope” (G. Hart) – 3:11
3. „Standing in the Rain” (B. Mould) – 3:41
4. „Back from Somewhere” (G. Hart) – 2:16
5. „Ice Cold Ice” (B. Mould) – 4:23
6. „You're a Soldier” (G. Hart) – 3:03
7. „Could You Be the One?” (B. Mould) – 2:32
8. „Too Much Spice” (G. Hart) – 2:57
9. „Friend, You've Got to Fall” (B. Mould) – 3:20
10. „Visionary” (B. Mould) – 2:30
11. „She Floated Away” (G. Hart) – 3:32
12. „Bed of Nails” (B. Mould) – 4:44
13. „Tell You Why Tomorrow” (G. Hart) – 2:42
14. „It's Not Peculiar” (B. Mould) – 4:06
15. „Actual Condition” (G. Hart) – 1:50
16. „No Reservations” (B. Mould) – 3:40
17. „Turn It Around” (B. Mould) – 4:32
18. „She's a Woman (And Now He Is a Man)” (G. Hart) – 3:19
19. „Up in the Air” (B. Mould) – 3:03
20. „You Can Live at Home” (G. Hart) – 5:25

## Skład
- Bob Mould – śpiew, gitara
- Greg Norton – gitara basowa, śpiew
- Grant Hart – śpiew, perkusja

produkcja
- Steven Fjelstad – inżynier dźwięku
- Howie Weinberg – mastering
- Bob Mould – producent
- Grant Hart – producent